# Tarentola
Tarentola is een geslacht van hagedissen die behoren tot de gekko's en de familie Phyllodactylidae. De verschillende soorten staan ook wel bekend als de muurgekko's.

## Naam en indeling
De wetenschappelijke naam van de groep werd voor het eerst voorgesteld door John Edward Gray in 1825. De hagedissen werden eerder aan andere geslachten toegekend, zoals Gecko, Geckonia, Platydactylus en Ascalabotes.
Er zijn 30 soorten, inclusief drie soorten die pas in 2012 voor eerste wetenschappelijk zijn beschreven.

## Uiterlijke kenmerken
Veel soorten hebben rijen knobbels, stekelachtige bultjes of zelfs huidflappen op het lichaam om de camouflage te vergroten, veel soorten leven tegen boomschors en vallen vrijwel volledig weg tegen de ondergrond. Alle soorten hebben brede tenen met grote hechtlamellen of lamellae en kunnen goed klimmen.

## Levenswijze
Alle soorten zijn nachtactief en verstoppen zich overdag in bomen of tussen stenen. Ze hebben om 's nachts beter te kunnen zien een verticale pupil. De vrouwtjes zetten eieren af.

## Verspreiding en habitat
De hagedissen komen voor in delen van Afrika en leven in de landen en deelgebieden Algerije, Antillen, Bahama's, Benin, Burkina Faso, Canarische Eilanden, Centraal-Afrikaanse Republiek, Cuba, Djibouti, Egypte, Eritrea, Ethiopië, Gambia, Guinea, Guinee-Bissau, Guinee, Ivoorkust, Jamaica, Kaapverdië, Kameroen, Libië, Mali, Marokko, Mauritanië, Niger, Nigeria, Oeganda, Senegal, Sierra Leone, Sinaï, Soedan, Somalië, Tsjaad, Tunesië en Westelijke Sahara. De muurgekko (Tarentola mauritanica) komt als enige soort ook voor in Europa en is daarnaast geïntroduceerd in delen van Noord-, Midden- en Zuid-Amerika.
De habitat bestaat uit rotsige omgevingen, droge tropische en subtropische scrublands, gematigde en mediterrane scrublands, hete woestijnen en droge tropische en subtropische savannen. Ook in door de mens aangepaste streken zoals landelijke tuinen, stedelijke gebieden en weilanden kunnen de hagedissen worden gevonden.

## Beschermingsstatus
Door de internationale natuurbeschermingsorganisatie IUCN is aan alle soorten een beschermingsstatus toegewezen. Van de soorten worden er 25 beschouwd als 'veilig' (Least Concern of LC), twee als 'onzeker' (Data Deficient of DD), twee als 'kwetsbaar' (Vulnerable of VU) en een als 'gevoelig' (Near Threatened of NT). De soort Tarentola gigas ten slotte staat te boek als 'bedreigd' (Endangered of EN).

## Soorten
Het geslacht omvat de volgende soorten, met de auteur en het verspreidingsgebied.
| Naam                                       | Auteur                                               | Verspreidingsgebied | Beschermingsstatus |
| ------------------------------------------ | ---------------------------------------------------- | --- | ------------------ |
| Tarentola albertschwartzi                  | Sprackland & Swinney, 1998                           | Jamaica |                    |
| Tarentola americana                        | Gray, 1831                                           | Antillen, Cuba, Bahama's, Isla de la Juventud |                    |
| Tarentola angustimentalis                  | Steindachner, 1891                                   | Canarische Eilanden |                    |
| Egyptische muurgekko (Tarentola annularis) | Geoffroy Saint-Hilaire, 1827                         | Egypte, Marokko, Westelijke Sahara, Libië, Mauritanië, Mali, Tsjaad, Soedan, Ethiopië, Eritrea, Somalië, Kameroen, Centraal-Afrikaanse Republiek, Sinaï, Senegal, Niger, Oeganda, Djibouti, mogelijk in Saoedi-Arabië, Kaapverdië, Gambia, Burkina Faso               |                    |
| Tarentola boavistensis                     | Joger, 1993                                          | Kaapverdië |                    |
| Tarentola bocagei                          | Vasconcelos, Perera, Geniez, Harris & Carranza, 2012 | Kaapverdië |                    |
| Tarentola boehmei                          | Joger, 1984                                          | Marokko, Westelijke Sahara, mogelijk in Mauritanië |                    |
| Tarentola boettgeri                        | Steindachner, 1891                                   | Canarische Eilanden |                    |
| Tarentola caboverdiana                     | Schleich, 1984                                       | Kaapverdië |                    |
| Tarentola chazaliae                        | Mocquard, 1895                                       | Senegal, Mauritanië, Westelijke Sahara, Marokko |                    |
| Tarentola crombiei                         | Díaz & Hedges, 2008                                  | Cuba |                    |
| Tarentola darwini                          | Joger, 1984                                          | Kaapverdië |                    |
| Tarentola delalandii                       | Duméril & Bibron, 1836                               | Kaapverdië |                    |
| Tarentola deserti                          | Boulenger, 1891                                      | Algerije, Marokko, Tunesië, Libië |                    |
| Tarentola ephippiata                       | O'Shaughnessy, 1875                                  | Marokko, Westelijke Sahara, Algerije, Mauritanië, Centraal-Afrikaanse Republiek, Mali, Burkina Faso, Niger, Nigeria, Kameroen, Soedan, Tsjaad, Benin, Senegal, Guinee-Bissau, Ivoorkust, mogelijk in Gambia                                                           |                    |
| Tarentola fascicularis                     | Daudin, 1802                                         | Tunesië, Libië, Egypte | Niet geëvalueerd   |
| Tarentola fogoensis                        | Vasconcelos, Perera, Geniez, Harris & Carranza, 2012 | Kaapverdië |                    |
| Tarentola gigas                            | Bocage, 1875                                         | Kaapverdië |                    |
| Tarentola gomerensis                       | Joger & Bischoff, 1983                               | Canarische Eilanden |                    |
| Tarentola maioensis                        | Schleich, 1984                                       | Kaapverdië |                    |
| Muurgekko (Tarentola mauritanica)          | Linnaeus, 1758                                       | Portugal, Spanje, Gibraltar, Balearen, Italië, Sardinië, Frankrijk, Corsica, Malta, Madeira, Azoren, Kroatië, Griekenland, Albanië, Marokko, Westelijke Sahara, Algerije, Tunesië, geïntroduceerd in Chili, Uruguay, Verenigde Staten, Argentinië, mogelijk in Mexico |                    |
| Tarentola mindiae                          | Baha El Din, 1997                                    | Egypte, Libië |                    |
| Tarentola neglecta                         | Strauch, 1887                                        | Algerije, Libië, Tunesië, Soedan |                    |
| Tarentola nicolauensis                     | Schleich, 1984                                       | Kaapverdië |                    |
| Tarentola parvicarinata                    | Joger, 1980                                          | Mali, Sierra Leone, Guinea, Mauritanië, Westelijke Sahara, Senegal |                    |
| Tarentola pastoria                         | Trape, Chirio & Trape, 2012                          | Guinee |                    |
| Tarentola protogigas                       | Joger, 1984                                          | Kaapverdië |                    |
| Tarentola raziana                          | Schleich, 1984                                       | Kaapverdië |                    |
| Tarentola rudis                            | Boulenger, 1906                                      | Kaapverdië |                    |
| Tarentola substituta                       | Joger, 1984                                          | Kaapverdië |                    |